# Atarfe
Atarfe es una localidad y municipio español situado en la parte centro-norte de la comarca de la Vega de Granada, en la provincia de Granada, comunidad autónoma de Andalucía. Limita con los municipios de Albolote, Maracena, Granada, Santa Fe, Pinos Puente, Moclín y Colomera. Por su término discurren los ríos Colomera y Cubillas, incluido el embalse homónimo.
El municipio atarfeño es una de las treinta y cuatro entidades que componen el área metropolitana de Granada, y comprende los núcleos de población de Atarfe —capital municipal—, Caparacena, Sierra Elvira y Hurpe.

## Geografía
Integrado en la comarca de Vega de Granada, se sitúa a 12 kilómetros de Granada.
El relieve del municipio está definido por las últimas estribaciones meridionales de la Cordillera Subbética, entre las que destaca Sierra Elvira, y por el inicio de la Vega de Granada. En Sierra Elvira distinguimos dos cordales: el oriental, más escarpado pero de menos altitud, lindando con el término municipal de Albolote; y el occidental, de relieves más suaves pero de mayor altitud, con el pico Morrón de Enmedio como cota más elevada del municipio con (1102 m).
Los cursos de agua superficiales principales, discurren al norte del municipio, y son dos: el río Colomera, que sigue una dirección N-S y que desemboca en el río Cubillas, que sigue una dirección aproximadamente E-W. Ambos forman valles de cierta frondosidad y alto valor ambiental y paisajístico.
La altitud oscila entre los 1102 m (Morrón de Enmedio) y los 585 m a orillas del río Cubillas. El casco urbano se alza a 607 m sobre el nivel del mar. 
| Noroeste: Pinos Puente | Norte: Moclín y Colomera | Nordeste: Albolote          |
| Oeste: Pinos Puente    |                          | Este: Albolote              |
| Suroeste: Pinos Puente | Sur: Santa Fe y Granada  | Sureste: Maracena y Granada |

## Historia
El diccionario De toponimia granadina, del que son autores Amador Díaz García y Manuel Barrios Aguilera, considera que su nombre viene del árabe al-taraf, que en el dialecto granadino sería a-tarf, con el significado de puntal, probablemente en relación con sus picos Castillejo y Tajo Colorao. Esa opinión es también compartida por el lingüista Jesús Martínez del Castillo. Otras opiniones sitúan su origen en el vocablo árabe artarf, que significa límite, pues en sus inmediaciones se encontraba el límite de la ciudad de Elvira. No parece que se deba, como algunos han pensado, a la dinastía del moro Tarfe, pariente cercano de los reyes de Granada.
Las primeras civilizaciones que se aposentaron en su suelo datan del Neolítico, siguiéndoles iberos y romanos, bajo cuya dominación se fundó la ciudad de Ilíberis en las faldas de Sierra Elvira. Durante el Califato, la ciudad pasó a denominarse Elvira, alcanzando un enorme esplendor como capital de su Cora, una de las más importantes de al-Ándalus.
A escasa distancia del núcleo principal del pueblo, precisamente en el anejo de Sierra Elvira, tuvo lugar la decisiva Batalla de la Higueruela entre las tropas de Juan II y las del rey Muhammed IX de Granada. En julio de 1486, durante la batalla de la Acequia Gorda, murió Martín Vázquez de Arce, más conocido como el Doncel de Sigüenza.
Pasó definitivamente a poder castellano, tras la ya indicada Batalla de la Higueruela. En su iglesia reunieron, hacia 1570, a los moriscos de Albolote, Atarfe, Armilla, Belicena y Pinos Puente, para ser conducidos a Castilla.
En 1920 el empresario José Carrillo de Albornoz inauguró la industria química Fábrica de Abonos y Ácido Sulfúrico FERTISAC que fue ampliada en la década de 1940 y estuvo en funcionamiento hasta 1989. En esta planta se producían abonos y superfosfatados y se empleaba la línea férrea Bobadilla-Granada para el comercio de su producción y aprovisionamientos. Entre sus clientes se encontraba cuando había excedentes la Empresa Nacional de Santa Bárbara en El Fargue. Sus instalaciones industriales están consideradas un interesante patrimonio industrial de Andalucía por su trascendencia arquitectónica, socioeconómica y paisajística.

## Demografía
Atarfe cuenta con una población de 20 455 habitantes (INE 2024).
| Gráfica de evolución demográfica de Atarfe entre 1842 y 2021 |
| |
| Población de derecho según los censos de población del INE Población de hecho según los censos de población del INEEn 1972 crece el término del municipio porque incorpora a Caparacena |

### Núcleos de población
Las pedanías de Atarfe son: Caparacena, Hurpe y Sierra Elvira.
| Núcleo de población (Pedanía) | Población (2020) |
| ----------------------------- | ---------------- |
| Atarfe                        | 18 021           |
| Caparacena                    | 630              |
| Hurpe                         | 3                |
| Sierra Elvira                 | 270              |

## Administración y política
| Partido político                         | 2023  | 2023  | 2023       | 2019  | 2019  | 2019       | 2015  | 2015  | 2015       | 2011  | 2011  | 2011       | 2007  | 2007  | 2007       |
| Partido político                         | %     | Votos | Concejales | %     | Votos | Concejales | %     | Votos | Concejales | %     | Votos | Concejales | %     | Votos | Concejales |
| Partido Socialista Obrero Español (PSOE) | 36,53 | 2811  | 7          | 38,04 | 2918  | 8          | 27,35 | 2035  | 5          | 42,41 | 3127  | 7          | 58,61 | 3485  | 11         |
| Partido Popular (PP)                     | 36,35 | 2797  | 6          | 18,43 | 1413  | 3          | 12,97 | 965   | 2          | 33,16 | 2445  | 6          | 13,72 | 816   | 2          |
| Izquierda Unida (IU)-Para La Gente (PG)  | 12,24 | 942   | 2          | 7,61  | 584   | 1          | 11,46 | 853   | 2          | 21,44 | 1581  | 4          | 23,28 | 1384  | 4          |
| Vox                                      | 10,50 | 808   | 2          | 6,07  | 466   | 1          | —     | —     | —          | —     | —     | —          | —     | —     | —          |
| Ciudadanos (CS)                          | —     | —     | —          | 14,14 | 1085  | 2          | 12,19 | 907   | 2          | —     | —     | —          | —     | —     | —          |
| Por Atarfe Sí (PASI)                     | —     | —     | —          | 10,05 | 771   | 2          | 35,71 | 2583  | 6          | —     | —     | —          | —     | —     | —          |

## Economía

### Evolución de la deuda viva
El concepto de deuda viva contempla sólo las deudas con cajas y bancos relativas a créditos financieros, valores de renta fija y préstamos o créditos transferidos a terceros, excluyéndose, por tanto, la deuda comercial.
| Gráfica de evolución de la deuda viva del Ayuntamiento entre 2008 y 2023                         |
|                                                                                                  |
| Deuda viva del Ayuntamiento de Atarfe, en miles de euros, según datos del Ministerio de Hacienda |

La deuda viva municipal por habitante en 2019 ascendía a 1335,07 €.

## Servicios

### Educación
Atarfe cuenta con una de las más amplias ofertas educativas de la provincia, solo por detrás de Granada y Motril.
- El IES Ilíberis: Se trata de uno de los dos institutos de educación secundaria en Atarfe. Se encuentra en la zona este del municipio. Cuenta con una amplia oferta educativa, entre la que destacamos la educación secundaria obligatoria (12 a 16 años), bachillerato, ciclos formativos de Formación Profesional como el de Informática y Comunicaciones. Destaca por su más de 5500 m² edificados y sus amplias pistas deportivas. Cuenta con gimnasio, biblioteca, 2 salas multimedia, huerto y más de 300 ordenadores conectados a Internet. Al Instituto acuden alumnos de municipios cercanos como Calicasas o Colomera.
- El IES Vega de Atarfe: Este Instituto de educación secundaria, en cambio, se encuentra en la zona sur de Atarfe. Aparte de ofrecer Educación Secundaria Obligatoria (12 a 16 años), Bachillerato, imparte un ciclo formativo en Administración y Finanzas, así como Enseñanza Secundaria de Adultos, entre otros. Cuenta con pistas deportivas y biblioteca y desarrolla el Proyecto Escuela Espacio de Paz
- CEIP Atalaya
- CEIP Doctor Jiménez Rueda
- CEIP Medina Elvira
- CEIP Clara Campoamor
- CEIP Fernando de los Ríos
- Colegio privado Bilingüe Novaschool Medina Elvira
- Colegio privado Granada College
- Colegio Sagrada Familia-Nuestra Señora del Rosario
- Guardería municipal La Cometa
- Guardería municipal Arcoíris
- Guardería Chacolines II
- Guardería Pequeweb
- Escuela de baile Contradanza Granada
- Escuela de adultos Mariana Pineda: Ofrece enseñanza tanto no formal como inicial para adultos. Además, proporciona la preparación de pruebas de acceso a ciclos formativos de grado medio y superior, y pruebas de acceso a la universidad para mayores de veinticinco años.

### Sanidad y servicios sociales
Atarfe cuenta con un centro de salud abierto 24h con servicio de urgencias y ambulancia, dependiente del Servicio Andaluz de Salud.
Con respecto al cuidado de personas mayores, Atarfe tiene un centro de día para personas mayores.

### Zonas verdes y parques
El municipio cuenta con una gran oferta de zonas verdes y parques municipales superando ampliamente a otros pueblos del cinturón metropolitano.
- Parque Arquitecto Ramón Gardón
- Parque de la Higueruela
- Corredor Verde Los Olivares de Elvira
- Parque Pink Floyd
- Parque del Ferial
- Parque del Cantero
- Parque Avenida del Mediterráneo

### Comunicaciones
Hay que destacar las buenas comunicaciones que rodean al municipio. Especial mención tiene la segunda circunvalación (A-44) que pasa en un punto entre Albolote y Atarfe. Actualmente se ha abierto un ramal de dicha circunvalación que conecta con la A-92 y posteriormente con la salida a la autovía A-44 dirección Jaén-Madrid y Granada-Motril. En plena construcción se encuentra la autovía GR-43 que unirá a Granada con Córdoba y que tendrá un ramal que nacerá de la segunda circunvalación a su paso por Atarfe. Actualmente, la línea 1 del metro ligero de Granada llega hasta la vecina localidad de Albolote, a escasos 2 km de Atarfe. En futuras líneas del metropolitano, se ha planteado la posibilidad de ampliar el vial hasta Atarfe y dar servicio a un municipio clave en el cinturón norte.
Las siguientes vías de comunicación discurren por el término municipal de Atarfe:
| Identificador | Denominación                                 | Itinerario                     |
| ------------- | -------------------------------------------- | ------------------------------ |
| A-92          | Autovía A-92                                 | Sevilla - Granada - Almería    |
| A-44          | Segunda circunvalación de Granada            | Albolote - Alhendín            |
| N-323a        | Carretera de Sierra Nevada                   | Bailén - Motril                |
| N-432         | Carretera Nacional N-432                     | Badajoz - Granada              |
| GR-3412       | De Caparacena a Pinos Puente                 | Caparacena - Pinos Puente      |
| GR-3417       | De Maracena a Santa Fe por Albolote y Atarfe | Maracena - Santa Fe            |
| A-4076        | Carretera de Colomera                        | Parque del Cubillas - Colomera |

Vías en construcción:
| Identificador | Denominación  | Itinerario             |
| ------------- | ------------- | ---------------------- |
| GR-43         | Autovía GR-43 | Pinos Puente - Granada |

#### Acceso por carretera
Existen varias vías para acceder al municipio, tanto autovías como carreteras secundarias.
- A-92 (Sevilla-Almería). Salida 236 dirección Granada oeste, salidas 237 y 238 Atarfe - Las Canteras y salida 240 dirección Albolote y Atarfe solo en sentido Sevilla.
- Segunda Circunvalación de Granada GR-30. Conecta el municipio con Jaén y Motril de manera más directa sin pasar por Granada.
- N-432 (Badajoz-Granada). Existen varios cruces para acceder al municipio en esta carretera.
- GR-3417. Esta carretera provincial une el municipio con Albolote, Maracena y Santa Fe.

#### Autobús
Debido a que gran parte de la creciente población atarfeña trabaja o estudia en Granada, el municipio cuenta con una variada red de autobuses interurbanos que conectan los distintos barrios del pueblo con la capital granadina:
- Línea 122: Granada - Maracena - Albolote - Atarfe (centro-norte) (lunes-viernes)
- Línea 124: Granada - Atarfe (avenida de la Cañada) (centro-norte) (lunes-domingo)
- Línea 125: Granada - Atarfe (plaza de toros) (centro-sur) (lunes-viernes)
- Línea 126: Granada - Atarfe - Los Cortijos - Caparacena (lunes-viernes)
- Línea 127: Atarfe - Albolote (lanzadera con el metro) (viernes noche, sábado y domingo)
- Líneas 225 y 226 :Granada - Pinos Puente (lunes-domingo) (paradas en N-432 en Atarfe)

#### Metropolitano de Granada
En la actualidad el sistema consta de una única línea que atraviesa la ciudad de Granada y a la vez la conecta con los municipios de Albolote, Maracena y Armilla. Con 16 km de longitud y 26 paradas, se trata de una de las líneas de metro de mayor extensión de Andalucía, contando con tramos tanto en superficie como subterráneos.
En el pleno ordinario celebrado el día 28 de septiembre de 2017, todos los grupos municipales de Atarfe (Por Atarfe Sí, PSOE, PP, Ciudadanos y Ganemos) aprobaron por unanimidad una declaración institucional dirigida a la Consejería de Fomento y Vivienda de la Junta de Andalucía para que entre sus prioridades inmediatas figure la ampliación del metro a Atarfe y se aproveche el trazado del histórico tranvía para buscar a su vez conexión con Pinos Puente.
La corporación municipal también solicitó al Consorcio de Transportes Metropolitano de Granada que hasta que el proyecto del trazado del metropolitano sea una realidad, se instale un sistema de lanzaderas que conecte Atarfe con Albolote, último municipio conectado a la línea 1 de dicho metro, a tan solo 2 kilómetros del municipio. Esta conexión podría beneficiar a más de 18000 usuarios potenciales y a uno de los municipios del cinturón con mayor proyección.

## Cultura

### Patrimonio
- Iglesia parroquial de la Encarnación. Erigida conforme a bula de la iglesia Metropolitana de Granada emitida en 1501, se levanta sobre el solar de la antigua mezquita Xini, como figura en el Libro de Hábices. En 1617 constaba de una sola nave, que aún hoy mantiene su artesonado mudéjar de lacería, realizado por Antonio Bermúdez y Cristóbal Calvo, de la escuela granadina. Hacia 1642, se amplió a tres naves de medio punto, con arcos triunfales, construidas con ladrillo y mampostería, al igual que las tres puertas de entrada, en medio punto.En su interior se encuentran 12 cuadros de la escuela barroca granadina, denominados "serie apostolada", que pueden fecharse sobre 1700. Merecen también contemplarse su tabernáculo y el púlpito, rematado este último con una escultura de la Fe.
- Ermita de Santa Ana. Patrona de Atarfe, su ermita se sitúa en lo que antes fue Convento de la Orden de San Pablo de la Cruz, al noroeste del caso urbano. Tras el abandono del Convento, la zona pasó a ser cementerio municipal y, una vez trasladado este a su actual ubicación, la capilla del Convento se convirtió en ermita de la Patrona, Santa Ana.
- Monumento al Sagrado Corazón de Jesús, situado delante de la ermita de Santa Ana, realizado en piedra de Sierra Elvira, por el escultor Granadino, Antonio Cano Correa en 1940.
- Ermita de los Tres Juanes. Un devoto atarfeño de los Tres Juanes (San Juan Bautista, San Juan Evangelista y San Juan de Dios), erigió la ermita en la primera mitad del siglo XX, sobre los restos de un antiguo castillo árabe, en el cerro del Castillejo. Tras la muerte de su impulsor, la construcción quedó paralizada y no llegó a tener uso religioso. A finales de siglo, el ayuntamiento terminó la obra para destinarla a usos cívicos a tono con su enclave, desde donde se puede admirar una hermosa panorámica de la Vega. En los alrededores se encuentran jardines y zonas con animales exóticos, como pavos reales.
- Ermita de la Inmaculada. La ermita de la Inmaculada se sitúa en la parte alta del pueblo y está destinada a la celebración de misas para aquellas personas que no pueden desplazarse a la parroquia.
- Instalaciones industriales de FERTISAC con valor paisajístico, arquitectónico y socioeconómico dentro del patrimonio industrial de Andalucía.[12]
- La Cementera de Atarfe, antigua instalación industrial de gran valor patrimonial.

### Centro cultural Medina Elvira
El centro cultural Medina Elvira es un gran edificio destinado a un uso cultural, de ocio y cívico con una arquitectura moderna que contrasta con la del municipio, más tradicional. Cuenta con un teatro-auditorio de amplias dimensiones, uno de los más grandes de la zona. Junto a él hay camerinos y oficinas. En el mismo edificio se encuentra la biblioteca municipal y una casa de la cultura con salas de ordenadores, aulas polivalentes y salas de exposiciones. Por último, cuenta con un aparcamiento subterráneo para aquellos que quieran acceder al centro urbano comercial.
Es un referente cultural en toda la aglomeración urbana de Granada, al que han acudido artistas como Montserrat Caballé, lo que le ha permitido no depender de la capital en lo que a oferta cultural se refiere.
El centro cultural Medina Elvira se divide en tres grandes áreas:
- Área de urbanismo comercial. Dotación de aparcamientos en rotación para el centro urbano comercial y de servicios de Atarfe. Se incluye también la urbanización del entorno (3667 m²)
- Área cívica. Teatro. Que comprende el teatro-auditorio y todas aquellas dependencias anexas a dicho uso (5139 m²)
- Área cultural. Biblioteca y Casa de la Cultura. Dependencias anexas a dicho uso tales como aulas de Internet, videoteca, salas de exposiciones, aulas polivalentes, administración, etc. (2248 m²)

Toda la actividad cultural y de eventos de la ciudad de Atarfe y de gran parte de los municipios colindantes gira en torno a este centro

### Coliseo Ciudad Atarfe
El Coliseo de la ciudad de Atarfe es una plaza de toros cubierta y adaptada a cualquier tipo de evento. Su buena comunicación y excelente aforo han permitido que los músicos más granados del panorama nacional e internacional hayan pasado por aquí. Algunos ejemplos son Mark Knopfler, Bunbury, Miguel Bosé, Vetusta Morla, Alejandro Sanz, David Bisbal y hasta el mismísimo Leonard Cohen.
Actualmente dada la mala situación económica del Ayuntamiento de Atarfe por los desmanes urbanísticos e inmobiliarios acaecidos en la época del llamado boom inmobiliario y posterior crisis, el coliseo ciudad de Atarfe, paradigma del crecimiento del ladrillo en esta ciudad-dormitorio granadina, ha sido embargado por incumplimiento en el pago de los vencimientos de créditos del ayuntamiento.

### Camino de Santiago
Por el municipio discurre el llamado camino Mozárabe, una de las rutas para llegar a Santiago. Los peregrinos atraviesan la vega de Atarfe procedentes del municipio vecino de Maracena, por la zona de la acequia gorda, testigo de una de los enfrentamientos más famosos de la etapa nazarí del Reino de Granada, la batalla de la Higueruela. Posteriormente el camino se dirige hacia Pinos Puente.

### Fiestas y costumbres
- Fiestas patronales: Se celebran en torno al día 26 de julio, festividad de Santa Ana, con multitud de actividades culturales y recreativas para mayores y niños.

Durante ellas se celebran corridas de toros en el Coliseo Ciudad Atarfe, plaza cubierta de las pocas que se encuentran en la zona.
- Procesión con la imagen de la Virgen de la Inmaculada, por las calles del pueblo.
- El día dos de febrero se celebra la Virgen de la Candelaria, con una procesión desde la ermita de Santa Ana hasta la iglesia parroquial.
- Semana Santa: Comienza el Domingo de Ramos con la salida procesional de Nuestro Padre Jesús de la Paciencia en su Triunfal Entrada en Jerusalén, desde la ermita de Santa Ana hasta la iglesia parroquial, y el vía crucis viviente. Continúa el Jueves Santo con los Oficios. Posteriormente el Viernes Santo sale en procesión el Cristo Crucificado mientras se rezan las estaciones del vía crucis. Esta termina el Domingo de Resurrección con la procesión del Resucitado por los alrededores de la parroquia.

### Gastronomía
Aunque hoy la cocina se ha hecho común a todos los pueblos da la zona, merece destacarse, cuando se encuentra, la carne de membrillo, la ensaladilla de la Sierra, así como la pipirrana, los productos de la matanza casera y las gachas de cuscurrones.

## Localidades hermanadas
- Bir Ganduz, Sáhara Occidental[13]